# Gimnastyka na Letnich Igrzyskach Olimpijskich 1980 – wielobój indywidualny mężczyzn
Wielobój indywidualny mężczyzn na Letnich Igrzyskach Olimpijskich 1980 – jedna z konkurencji gimnastyki sportowej rozgrywana podczas igrzysk 24 lipca 1980 w Hali Sportowej „Łużniki” w Moskwie. Mistrzem olimpijskim został Sowiet Aleksandr Ditiatin.

## Wyniki
W eliminacjach wzięło udział 68 sportowców. 36 z najlepszymi wynikami awansowało do rundy finałowej. Każda reprezentacja mogła wystawić w finale maksymalnie trzech zawodników.
| Poz. | Zawodnicy          | Reprezentacja   | Q      | ½Q                                                   | [ 2 ]                                                | [ 3 ]                                                | [ 4 ]                                                | [ 5 ]                                                | [ 6 ]                                                | [ 7 ]                                                | Finał                                                | Wynik                                                |
| ---- | ------------------ | --------------- | ------ | ---------------------------------------------------- | ---------------------------------------------------- | ---------------------------------------------------- | ---------------------------------------------------- | ---------------------------------------------------- | ---------------------------------------------------- | ---------------------------------------------------- | ---------------------------------------------------- | ---------------------------------------------------- |
| 01 ! | Aleksandr Ditiatin | ZSRR            | 118,40 | 59,200                                               | 9,800                                                | 9,900                                                | 9,950                                                | 10,000                                               | 9,850                                                | 9,950                                                | 59,450                                               | 118,650                                              |
| 02 ! | Nikołaj Andrianow  | ZSRR            | 118,15 | 59,075                                               | 9,800                                                | 9,900                                                | 9,900                                                | 9,900                                                | 9,750                                                | 9,900                                                | 59,150                                               | 118,225                                              |
| 03 ! | Stojan Dełczew     | Bułgaria        | 117,50 | 58,750                                               | 9,700                                                | 9,900                                                | 10,000                                               | 9,900                                                | 9,800                                                | 9,950                                                | 59,250                                               | 118,000                                              |
| 4    | Aleksandr Tkaczow  | ZSRR            | 117,40 | 58,700                                               | 9,550                                                | 9,800                                                | 9,850                                                | 9,900                                                | 9,900                                                | 10,000                                               | 59,000                                               | 117,700                                              |
| 5    | Roland Brückner    | NRD             | 116,90 | 58,450                                               | 9,800                                                | 9,800                                                | 9,950                                                | 9,900                                                | 9,650                                                | 9,750                                                | 58,850                                               | 117,300                                              |
| 6    | Michael Nikolay    | NRD             | 116,50 | 58,250                                               | 9,350                                                | 10,000                                               | 9,850                                                | 9,850                                                | 9,650                                                | 9,800                                                | 58,500                                               | 116,750                                              |
| 7    | Lutz Hoffmann      | NRD             | 115,75 | 57,875                                               | 9,600                                                | 9,400                                                | 9,800                                                | 9,900                                                | 9,550                                                | 9,900                                                | 58,150                                               | 116,025                                              |
| 8    | Jiri Tabak         | Czechosłowacja  | 115,95 | 57,975                                               | 9,700                                                | 9,150                                                | 9,800                                                | 9,800                                                | 9,450                                                | 9,800                                                | 57,700                                               | 115,675                                              |
| 9    | Dan Grecu          | Rumunia         | 114,85 | 57,425                                               | 9,150                                                | 9,600                                                | 9,850                                                | 9,800                                                | 9,550                                                | 9,850                                                | 57,800                                               | 115,225                                              |
| 10   | Zoltán Magyar      | Węgry           | 115,85 | 57,925                                               | 9,100                                                | 10,000                                               | 9,800                                                | 9,550                                                | 9,100                                                | 9,750                                                | 57,300                                               | 115,225                                              |
| 11   | Péter Kovács       | Węgry           | 114,70 | 57,350                                               | 9,600                                                | 9,800                                                | 9,800                                                | 9,800                                                | 9,550                                                | 9,300                                                | 57,850                                               | 115,200                                              |
| 12   | Ferenc Donath      | Węgry           | 115,90 | 57,950                                               | 9,250                                                | 9,300                                                | 9,100                                                | 9,800                                                | 9,550                                                | 9,900                                                | 56,900                                               | 114,850                                              |
| 13   | Danczo Jordanow    | Bułgaria        | 113,75 | 56,875                                               | 9,350                                                | 9,700                                                | 9,750                                                | 9,600                                                | 9,650                                                | 9,800                                                | 57,850                                               | 114,725                                              |
| 14   | Kurt Szilier       | Rumunia         | 114,80 | 57,400                                               | 9,400                                                | 9,700                                                | 9,800                                                | 9,600                                                | 8,900                                                | 9,850                                                | 57,250                                               | 114,650                                              |
| 15   | Płamen Petkow      | Bułgaria        | 113,50 | 56,750                                               | 9,550                                                | 9,200                                                | 9,750                                                | 9,900                                                | 9,500                                                | 9,750                                                | 57,650                                               | 114,400                                              |
| 16   | Willi Moy          | Francja         | 112,85 | 56,425                                               | 9,350                                                | 9,600                                                | 9,900                                                | 9,850                                                | 9,300                                                | 9,850                                                | 57,850                                               | 114,275                                              |
| 17   | Andrzej Szajna     | Polska          | 112,85 | 56,425                                               | 9,250                                                | 9,600                                                | 9,750                                                | 9,850                                                | 9,550                                                | 9,800                                                | 57,800                                               | 114,225                                              |
| 18   | Aurelian Georgescu | Rumunia         | 113,75 | 56,875                                               | 9,500                                                | 9,550                                                | 9,800                                                | 9,900                                                | 8,900                                                | 9,550                                                | 57,200                                               | 114,075                                              |
| 19   | Sergio Suarez      | Kuba            | 112,50 | 56,250                                               | 9,650                                                | 9,400                                                | 9,700                                                | 9,900                                                | 9,200                                                | 9,800                                                | 57,650                                               | 113,900                                              |
| 20   | Michel Boutard     | Francja         | 112,95 | 56,475                                               | 9,500                                                | 9,650                                                | 9,300                                                | 9,650                                                | 9,600                                                | 9,550                                                | 57,250                                               | 113,725                                              |
| 21   | Rudolf Babiak      | Czechosłowacja  | 114,10 | 57,050                                               | 9,400                                                | 8,900                                                | 9,800                                                | 9,550                                                | 9,100                                                | 9,750                                                | 56,500                                               | 113,550                                              |
| 22   | Miguel Arroyo      | Kuba            | 112,15 | 56,075                                               | 9,150                                                | 9,550                                                | 9,850                                                | 9,550                                                | 9,550                                                | 9,900                                                | 57,450                                               | 113,525                                              |
| 23   | Roberto Leon       | Kuba            | 112,45 | 56,225                                               | 8,900                                                | 9,850                                                | 9,550                                                | 9,800                                                | 9,650                                                | 9,400                                                | 57,150                                               | 113,375                                              |
| 24   | Henri Boerio       | Francja         | 111,35 | 55,675                                               | 9,300                                                | 9,800                                                | 9,700                                                | 9,850                                                | 9,400                                                | 9,550                                                | 57,600                                               | 113,275                                              |
| 25   | Jan Zoulik         | Czechosłowacja  | 113,70 | 56,850                                               | 9,400                                                | 9,200                                                | 9,350                                                | 9,750                                                | 8,900                                                | 9,650                                                | 56,250                                               | 113,100                                              |
| 26   | Han Gwang-song     | Korea Północna  | 109,80 | 54,900                                               | 9,300                                                | 9,650                                                | 9,800                                                | 9,550                                                | 9,350                                                | 9,800                                                | 57,450                                               | 112,350                                              |
| 27   | Kang Gwang-song    | Korea Północna  | 109,70 | 54,850                                               | 9,150                                                | 9,650                                                | 9,850                                                | 9,450                                                | 9,650                                                | 9,700                                                | 57,450                                               | 112,300                                              |
| 28   | Gabriel Calvo      | Hiszpania       | 110,55 | 55,275                                               | 9,200                                                | 9,000                                                | 9,450                                                | 9,800                                                | 9,250                                                | 9,650                                                | 56,350                                               | 111,625                                              |
| 29   | Waldemar Woźniak   | Polska          | 110,85 | 55,425                                               | 9,100                                                | 8,950                                                | 9,750                                                | 9,850                                                | 8,900                                                | 9,600                                                | 56,150                                               | 111,575                                              |
| 30   | Barry Winch        | Wielka Brytania | 109,75 | 54,875                                               | 9,150                                                | 8,800                                                | 9,600                                                | 9,800                                                | 9,400                                                | 9,500                                                | 56,250                                               | 111,125                                              |
| 31   | Thomas Wilson      | Wielka Brytania | 108,95 | 54,475                                               | 9,350                                                | 9,250                                                | 9,650                                                | 9,500                                                | 8,400                                                | 9,750                                                | 55,900                                               | 110,375                                              |
| 32   | Juan de la Casa    | Hiszpania       | 109,40 | 54,700                                               | 8,900                                                | 9,300                                                | 9,150                                                | 9,700                                                | 9,000                                                | 9,550                                                | 55,600                                               | 110,300                                              |
| 33   | Fernando García    | Hiszpania       | 108,75 | 54,375                                               | 9,000                                                | 9,500                                                | 9,350                                                | 9,200                                                | 8,850                                                | 9,550                                                | 55,450                                               | 109,825                                              |
| 34   | Lindsay Nylund     | Australia       | 109,15 | 54,575                                               | 8,800                                                | 8,600                                                | 9,350                                                | 9,700                                                | 8,950                                                | 9,700                                                | 55,100                                               | 109,675                                              |
| 35   | Keigh Langley      | Wielka Brytania | 109,15 | 54,575                                               | 9,150                                                | 8,650                                                | 9,200                                                | 9,900                                                | 8,450                                                | 9,700                                                | 55,050                                               | 109,625                                              |
| 36   | Kim Gwang-jin      | Korea Północna  | 109,80 | 54,900                                               | 0,000                                                | 0,000                                                | 0,000                                                | 0,000                                                | 0,000                                                | 0,000                                                | 0,000                                                | 54,900                                               |
| 37   | Eduard Azarian     | ZSRR            | 117,40 | NQ (limit zawodników z poszczególnych reprezentacji) | NQ (limit zawodników z poszczególnych reprezentacji) | NQ (limit zawodników z poszczególnych reprezentacji) | NQ (limit zawodników z poszczególnych reprezentacji) | NQ (limit zawodników z poszczególnych reprezentacji) | NQ (limit zawodników z poszczególnych reprezentacji) | NQ (limit zawodników z poszczególnych reprezentacji) | NQ (limit zawodników z poszczególnych reprezentacji) | NQ (limit zawodników z poszczególnych reprezentacji) |
| 38   | Bogdan Makuc       | ZSRR            | 116,95 | NQ (limit zawodników z poszczególnych reprezentacji) | NQ (limit zawodników z poszczególnych reprezentacji) | NQ (limit zawodników z poszczególnych reprezentacji) | NQ (limit zawodników z poszczególnych reprezentacji) | NQ (limit zawodników z poszczególnych reprezentacji) | NQ (limit zawodników z poszczególnych reprezentacji) | NQ (limit zawodników z poszczególnych reprezentacji) | NQ (limit zawodników z poszczególnych reprezentacji) | NQ (limit zawodników z poszczególnych reprezentacji) |
| 39   | Władimir Markiełow | ZSRR            | 116,40 | NQ (limit zawodników z poszczególnych reprezentacji) | NQ (limit zawodników z poszczególnych reprezentacji) | NQ (limit zawodników z poszczególnych reprezentacji) | NQ (limit zawodników z poszczególnych reprezentacji) | NQ (limit zawodników z poszczególnych reprezentacji) | NQ (limit zawodników z poszczególnych reprezentacji) | NQ (limit zawodników z poszczególnych reprezentacji) | NQ (limit zawodników z poszczególnych reprezentacji) | NQ (limit zawodników z poszczególnych reprezentacji) |
| 40   | Ralf-Peter Hemmann | NRD             | 115,70 | NQ (limit zawodników z poszczególnych reprezentacji) | NQ (limit zawodników z poszczególnych reprezentacji) | NQ (limit zawodników z poszczególnych reprezentacji) | NQ (limit zawodników z poszczególnych reprezentacji) | NQ (limit zawodników z poszczególnych reprezentacji) | NQ (limit zawodników z poszczególnych reprezentacji) | NQ (limit zawodników z poszczególnych reprezentacji) | NQ (limit zawodników z poszczególnych reprezentacji) | NQ (limit zawodników z poszczególnych reprezentacji) |
| 41   | Andreas Bronst     | NRD             | 114,85 | NQ (limit zawodników z poszczególnych reprezentacji) | NQ (limit zawodników z poszczególnych reprezentacji) | NQ (limit zawodników z poszczególnych reprezentacji) | NQ (limit zawodników z poszczególnych reprezentacji) | NQ (limit zawodników z poszczególnych reprezentacji) | NQ (limit zawodników z poszczególnych reprezentacji) | NQ (limit zawodników z poszczególnych reprezentacji) | NQ (limit zawodników z poszczególnych reprezentacji) | NQ (limit zawodników z poszczególnych reprezentacji) |
| 42   | Lutz Mack          | NRD             | 114,00 | NQ (limit zawodników z poszczególnych reprezentacji) | NQ (limit zawodników z poszczególnych reprezentacji) | NQ (limit zawodników z poszczególnych reprezentacji) | NQ (limit zawodników z poszczególnych reprezentacji) | NQ (limit zawodników z poszczególnych reprezentacji) | NQ (limit zawodników z poszczególnych reprezentacji) | NQ (limit zawodników z poszczególnych reprezentacji) | NQ (limit zawodników z poszczególnych reprezentacji) | NQ (limit zawodników z poszczególnych reprezentacji) |
| 43   | György Guczoghy    | Węgry           | 113,85 | NQ (limit zawodników z poszczególnych reprezentacji) | NQ (limit zawodników z poszczególnych reprezentacji) | NQ (limit zawodników z poszczególnych reprezentacji) | NQ (limit zawodników z poszczególnych reprezentacji) | NQ (limit zawodników z poszczególnych reprezentacji) | NQ (limit zawodników z poszczególnych reprezentacji) | NQ (limit zawodników z poszczególnych reprezentacji) | NQ (limit zawodników z poszczególnych reprezentacji) | NQ (limit zawodników z poszczególnych reprezentacji) |
| 44   | Sorin Cepoi        | Rumunia         | 113,55 | NQ (limit zawodników z poszczególnych reprezentacji) | NQ (limit zawodników z poszczególnych reprezentacji) | NQ (limit zawodników z poszczególnych reprezentacji) | NQ (limit zawodników z poszczególnych reprezentacji) | NQ (limit zawodników z poszczególnych reprezentacji) | NQ (limit zawodników z poszczególnych reprezentacji) | NQ (limit zawodników z poszczególnych reprezentacji) | NQ (limit zawodników z poszczególnych reprezentacji) | NQ (limit zawodników z poszczególnych reprezentacji) |
| 45   | István Vámos       | Węgry           | 113,10 | NQ (limit zawodników z poszczególnych reprezentacji) | NQ (limit zawodników z poszczególnych reprezentacji) | NQ (limit zawodników z poszczególnych reprezentacji) | NQ (limit zawodników z poszczególnych reprezentacji) | NQ (limit zawodników z poszczególnych reprezentacji) | NQ (limit zawodników z poszczególnych reprezentacji) | NQ (limit zawodników z poszczególnych reprezentacji) | NQ (limit zawodników z poszczególnych reprezentacji) | NQ (limit zawodników z poszczególnych reprezentacji) |
| 46   | Romulus Bucuroiu   | Rumunia         | 112,75 | NQ (limit zawodników z poszczególnych reprezentacji) | NQ (limit zawodników z poszczególnych reprezentacji) | NQ (limit zawodników z poszczególnych reprezentacji) | NQ (limit zawodników z poszczególnych reprezentacji) | NQ (limit zawodników z poszczególnych reprezentacji) | NQ (limit zawodników z poszczególnych reprezentacji) | NQ (limit zawodników z poszczególnych reprezentacji) | NQ (limit zawodników z poszczególnych reprezentacji) | NQ (limit zawodników z poszczególnych reprezentacji) |
| 47   | Nicolae Oprescu    | Rumunia         | 112,95 | NQ (limit zawodników z poszczególnych reprezentacji) | NQ (limit zawodników z poszczególnych reprezentacji) | NQ (limit zawodników z poszczególnych reprezentacji) | NQ (limit zawodników z poszczególnych reprezentacji) | NQ (limit zawodników z poszczególnych reprezentacji) | NQ (limit zawodników z poszczególnych reprezentacji) | NQ (limit zawodników z poszczególnych reprezentacji) | NQ (limit zawodników z poszczególnych reprezentacji) | NQ (limit zawodników z poszczególnych reprezentacji) |
| 48   | Zoltán Kelemen     | Węgry           | 112,70 | NQ (limit zawodników z poszczególnych reprezentacji) | NQ (limit zawodników z poszczególnych reprezentacji) | NQ (limit zawodników z poszczególnych reprezentacji) | NQ (limit zawodników z poszczególnych reprezentacji) | NQ (limit zawodników z poszczególnych reprezentacji) | NQ (limit zawodników z poszczególnych reprezentacji) | NQ (limit zawodników z poszczególnych reprezentacji) | NQ (limit zawodników z poszczególnych reprezentacji) | NQ (limit zawodników z poszczególnych reprezentacji) |
| 49   | Rumen Petkow       | Bułgaria        | 112,50 | NQ (limit zawodników z poszczególnych reprezentacji) | NQ (limit zawodników z poszczególnych reprezentacji) | NQ (limit zawodników z poszczególnych reprezentacji) | NQ (limit zawodników z poszczególnych reprezentacji) | NQ (limit zawodników z poszczególnych reprezentacji) | NQ (limit zawodników z poszczególnych reprezentacji) | NQ (limit zawodników z poszczególnych reprezentacji) | NQ (limit zawodników z poszczególnych reprezentacji) | NQ (limit zawodników z poszczególnych reprezentacji) |
| 50   | Miloslav Kučeřík   | Czechosłowacja  | 112,10 | NQ (limit zawodników z poszczególnych reprezentacji) | NQ (limit zawodników z poszczególnych reprezentacji) | NQ (limit zawodników z poszczególnych reprezentacji) | NQ (limit zawodników z poszczególnych reprezentacji) | NQ (limit zawodników z poszczególnych reprezentacji) | NQ (limit zawodników z poszczególnych reprezentacji) | NQ (limit zawodników z poszczególnych reprezentacji) | NQ (limit zawodników z poszczególnych reprezentacji) | NQ (limit zawodników z poszczególnych reprezentacji) |
| 51   | Ognian Bangiew     | Bułgaria        | 112,05 | NQ (limit zawodników z poszczególnych reprezentacji) | NQ (limit zawodników z poszczególnych reprezentacji) | NQ (limit zawodników z poszczególnych reprezentacji) | NQ (limit zawodników z poszczególnych reprezentacji) | NQ (limit zawodników z poszczególnych reprezentacji) | NQ (limit zawodników z poszczególnych reprezentacji) | NQ (limit zawodników z poszczególnych reprezentacji) | NQ (limit zawodników z poszczególnych reprezentacji) | NQ (limit zawodników z poszczególnych reprezentacji) |
| 52   | Jan Migdau         | Czechosłowacja  | 111,95 | NQ (limit zawodników z poszczególnych reprezentacji) | NQ (limit zawodników z poszczególnych reprezentacji) | NQ (limit zawodników z poszczególnych reprezentacji) | NQ (limit zawodników z poszczególnych reprezentacji) | NQ (limit zawodników z poszczególnych reprezentacji) | NQ (limit zawodników z poszczególnych reprezentacji) | NQ (limit zawodników z poszczególnych reprezentacji) | NQ (limit zawodników z poszczególnych reprezentacji) | NQ (limit zawodników z poszczególnych reprezentacji) |
| 53   | Enrique Bravo      | Kuba            | 111,75 | NQ (limit zawodników z poszczególnych reprezentacji) | NQ (limit zawodników z poszczególnych reprezentacji) | NQ (limit zawodników z poszczególnych reprezentacji) | NQ (limit zawodników z poszczególnych reprezentacji) | NQ (limit zawodników z poszczególnych reprezentacji) | NQ (limit zawodników z poszczególnych reprezentacji) | NQ (limit zawodników z poszczególnych reprezentacji) | NQ (limit zawodników z poszczególnych reprezentacji) | NQ (limit zawodników z poszczególnych reprezentacji) |
| 54   | Janko Radanczew    | Bułgaria        | 111,60 | NQ (limit zawodników z poszczególnych reprezentacji) | NQ (limit zawodników z poszczególnych reprezentacji) | NQ (limit zawodników z poszczególnych reprezentacji) | NQ (limit zawodników z poszczególnych reprezentacji) | NQ (limit zawodników z poszczególnych reprezentacji) | NQ (limit zawodników z poszczególnych reprezentacji) | NQ (limit zawodników z poszczególnych reprezentacji) | NQ (limit zawodników z poszczególnych reprezentacji) | NQ (limit zawodników z poszczególnych reprezentacji) |
| 55   | Jozef Konečný      | Czechosłowacja  | 111,35 | NQ (limit zawodników z poszczególnych reprezentacji) | NQ (limit zawodników z poszczególnych reprezentacji) | NQ (limit zawodników z poszczególnych reprezentacji) | NQ (limit zawodników z poszczególnych reprezentacji) | NQ (limit zawodników z poszczególnych reprezentacji) | NQ (limit zawodników z poszczególnych reprezentacji) | NQ (limit zawodników z poszczególnych reprezentacji) | NQ (limit zawodników z poszczególnych reprezentacji) | NQ (limit zawodników z poszczególnych reprezentacji) |
| 56   | Joël Suty          | Francja         | 111,25 | NQ (limit zawodników z poszczególnych reprezentacji) | NQ (limit zawodników z poszczególnych reprezentacji) | NQ (limit zawodników z poszczególnych reprezentacji) | NQ (limit zawodników z poszczególnych reprezentacji) | NQ (limit zawodników z poszczególnych reprezentacji) | NQ (limit zawodników z poszczególnych reprezentacji) | NQ (limit zawodników z poszczególnych reprezentacji) | NQ (limit zawodników z poszczególnych reprezentacji) | NQ (limit zawodników z poszczególnych reprezentacji) |
| 57   | Mario Castro       | Kuba            | 111,15 | NQ (limit zawodników z poszczególnych reprezentacji) | NQ (limit zawodników z poszczególnych reprezentacji) | NQ (limit zawodników z poszczególnych reprezentacji) | NQ (limit zawodników z poszczególnych reprezentacji) | NQ (limit zawodników z poszczególnych reprezentacji) | NQ (limit zawodników z poszczególnych reprezentacji) | NQ (limit zawodników z poszczególnych reprezentacji) | NQ (limit zawodników z poszczególnych reprezentacji) | NQ (limit zawodników z poszczególnych reprezentacji) |
| 58   | Cho Hun            | Korea Północna  | 108,90 | NQ (limit zawodników z poszczególnych reprezentacji) | NQ (limit zawodników z poszczególnych reprezentacji) | NQ (limit zawodników z poszczególnych reprezentacji) | NQ (limit zawodników z poszczególnych reprezentacji) | NQ (limit zawodników z poszczególnych reprezentacji) | NQ (limit zawodników z poszczególnych reprezentacji) | NQ (limit zawodników z poszczególnych reprezentacji) | NQ (limit zawodników z poszczególnych reprezentacji) | NQ (limit zawodników z poszczególnych reprezentacji) |
| 59   | Yves Bouquel       | Francja         | 108,65 | NQ                                                   | NQ                                                   | NQ                                                   | NQ                                                   | NQ                                                   | NQ                                                   | NQ                                                   | NQ                                                   | NQ                                                   |
| 60   | Song Sun-bong      | Korea Północna  | 108,60 | NQ                                                   | NQ                                                   | NQ                                                   | NQ                                                   | NQ                                                   | NQ                                                   | NQ                                                   | NQ                                                   | NQ                                                   |
| 61   | Li Su-gil          | Korea Północna  | 108,30 | NQ                                                   | NQ                                                   | NQ                                                   | NQ                                                   | NQ                                                   | NQ                                                   | NQ                                                   | NQ                                                   | NQ                                                   |
| 62   | Marc Touchais      | Francja         | 108,10 | NQ                                                   | NQ                                                   | NQ                                                   | NQ                                                   | NQ                                                   | NQ                                                   | NQ                                                   | NQ                                                   | NQ                                                   |
| 63   | Krzysztof Potaczek | Polska          | 108,05 | NQ                                                   | NQ                                                   | NQ                                                   | NQ                                                   | NQ                                                   | NQ                                                   | NQ                                                   | NQ                                                   | NQ                                                   |
| 64   | João Luiz Ribeiro  | Brazylia        | 105,75 | NQ                                                   | NQ                                                   | NQ                                                   | NQ                                                   | NQ                                                   | NQ                                                   | NQ                                                   | NQ                                                   | NQ                                                   |
| 65   | Jorge Roche        | Kuba            | 83,40  | NQ                                                   | NQ                                                   | NQ                                                   | NQ                                                   | NQ                                                   | NQ                                                   | NQ                                                   | NQ                                                   | NQ                                                   |